# Bjalyničy
Bjalyničy (in bielorusso Бялынічы?) è un comune della Bielorussia, situato nella regione di Mahilëŭ.